# Vieux-Limoilou
Pour les articles homonymes, voir Limoilou.
Le Vieux-Limoilou est un des 35 quartiers de la ville de Québec, et un des neuf qui sont situés dans l'arrondissement La Cité–Limoilou.

## Géographie
Le quartier est délimité par la rivière Saint-Charles (au sud), par une ligne de chemin de fer (à l'est), le boulevard Wilfrid-Hamel, l'avenue Eugène-Lamontagne et la 18e rue (au nord) et l'autoroute Laurentienne (à l'ouest). Il est traversé en son centre, du nord au sud, par la 1re Avenue. Le Vieux-Limoilou fait partie des quartiers les plus denses de la ville. Son territoire est découpé dans un plan hippodamien. La rivière Lairet, canalisée, traverse le quartier sous terre. Son relief est très plat et son altitude moyenne est de 10 mètres.

## Histoire

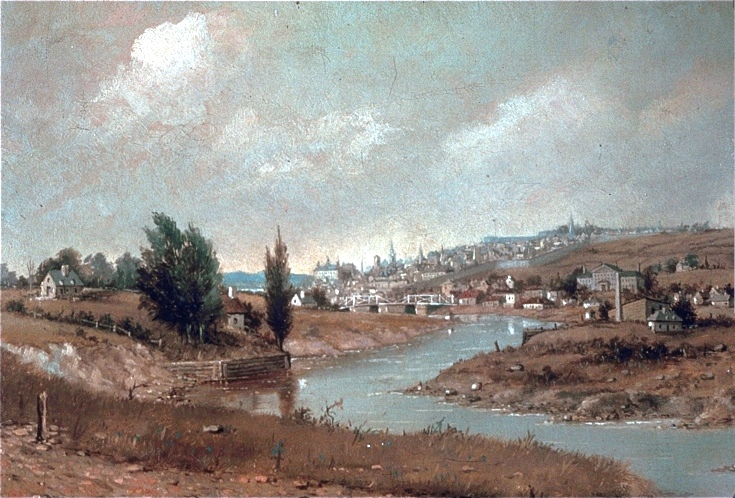
La rivière Lairet, en 1887, au sud de Limoilou, aujourd'hui disparue.

En 1535, Jacques Cartier débarque sur les berges de la rivière Saint-Charles, au sud-ouest de ce qui est aujourd'hui Limoilou. En 1626, la seigneurie de Notre-Dame-des-Anges est concédée par les autorités coloniales aux Jésuites. Bientôt, toutes les terres au nord de l'embouchure de la rivière Saint-Charles sont occupées par des fermes. Cette vocation agricole perdure jusqu'au début du XXe siècle.
En 1847, le propriétaire terrien William Hedley Anderson fonde une compagnie de marchandage de bois. Il divise sa terre en lots pour y attirer des travailleurs et il paie une location à l'Hôtel-Dieu de Québec pour avoir accès aux berges de la rivière. Cette activité économique donne naissance au village de Hedleyville. L'essor industriel permet ensuite la création de trois autres villages : Smithville (Stadacona), Parkville et New Waterford. Les difficultés qui incombent la cité de Québec à ce moment (surpeuplement, épidémies de choléra, incendies de 1845) vont faciliter l'exode des citoyens vers ces nouveaux villages. Dans la deuxième moitié du XIXe siècle, l'industrie de la construction navale décline et son développement stagne, voire décélère. Les résidents font appel aux autorités religieuses pour assurer leur croissance. Ainsi, les Augustines utilisent leurs terres pour ériger différents services publics. La construction du pont Lavigueur (1867) et l'arrivée du chemin de fer (1890) sont d'autres éléments facilitateurs. 

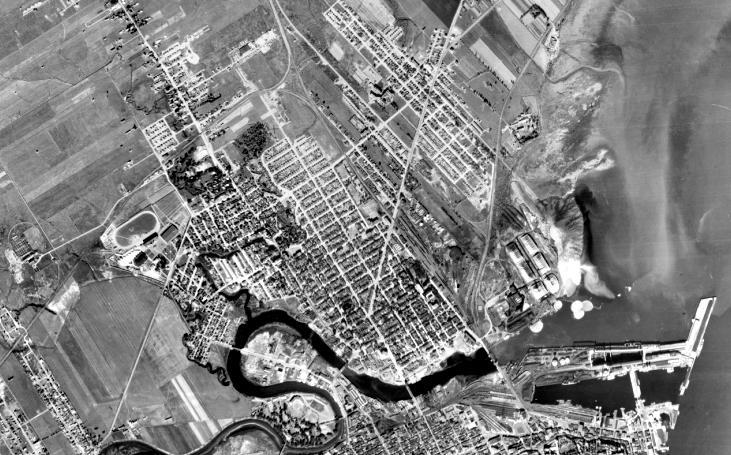
Vue aérienne de Limoilou, en 1948.

En 1892, un incendie ravage une partie d'Hedleyville. En 1893, les villages se regroupent pour former la municipalité de Limoilou. Le nom commémore Jacques Cartier, sieur de Limoëlou, premier européen à y avoir mis le pied. La paroisse Saint-Charles-de-Limoilou est fondée en 1896. Puisque le territoire est encore essentiellement agricole, les promoteurs immobiliers ont carte blanche pour planifier la construction de la ville. Ils s’inspirent du modèle quadrillé de New York, avec des rues (est-ouest) et des avenues (nord-sud) où sont érigés des immeubles résidentiels, souvent en brique et de plus de 3 étages. Après avoir été annexé par la ville de Québec en 1909, Limoilou connaît un boom économique et démographique. De 1911 à 1931, la population passe de 3 652 personnes à 25 795. La crise économique de 1929 amène de nombreux travailleurs en ville. Avec l'étalement urbain, Limoilou s'étend vers l'est (Maizerets) et le nord (Lairet). On distingue de nos jours le secteur initial de Limoilou par la désignation « Vieux-Limoilou ».

## Portrait du quartier

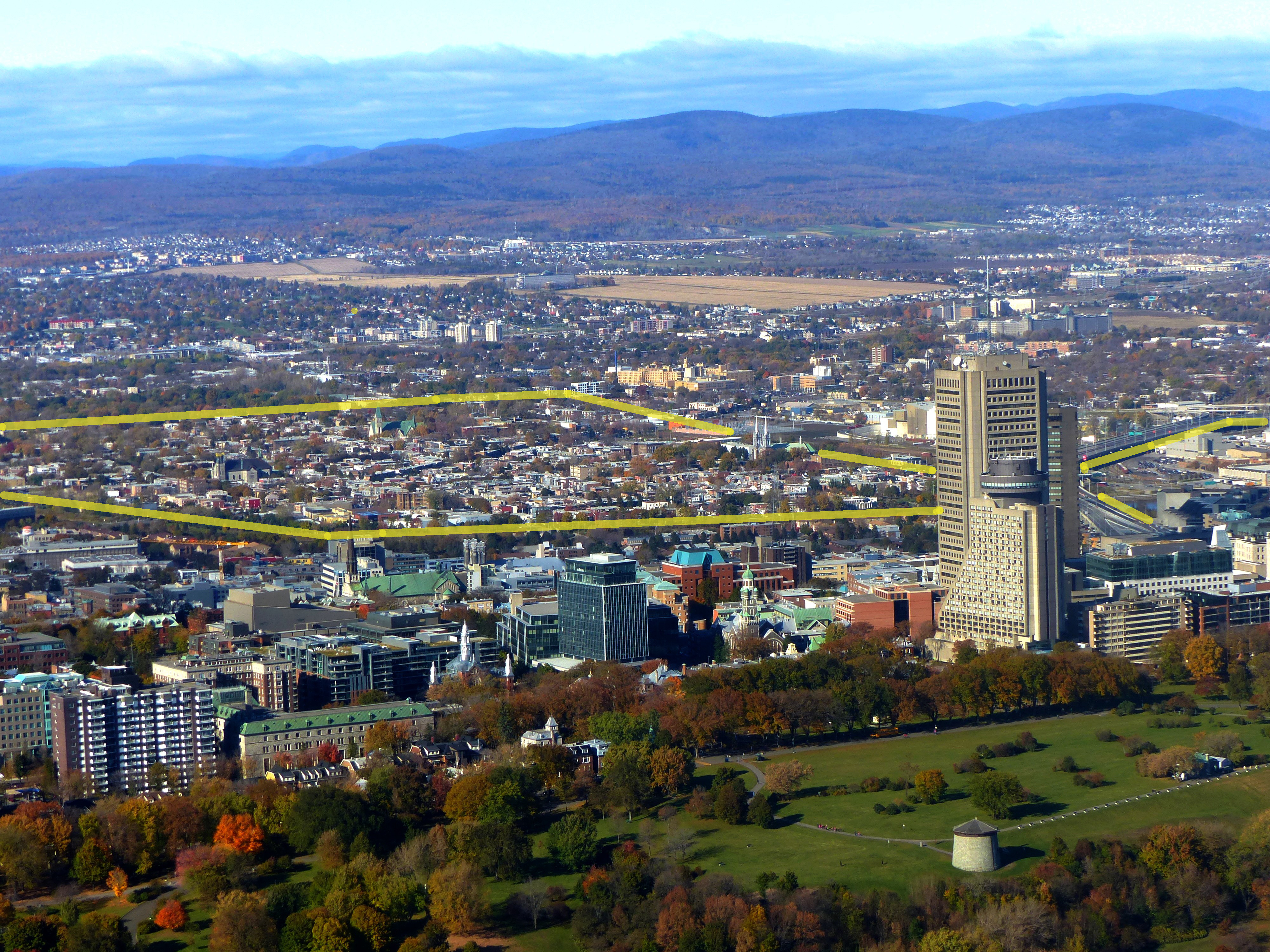
Limites approximatives de la majeure partie du quartier

Le quartier du Vieux-Limoilou est borné au nord par le quartier Lairet, au sud par le quartier Saint-Roch et à l'est par le quartier Maizerets. Les artères principales de ce quartier sont la 1re Avenue et la 3e Avenue. Se trouvent dans cet arrondissement, le Cégep Limoilou, l'usine Papiers White Birch et le Parc Cartier-Brébeuf.
Au conseil municipal de Québec, le quartier est représenté par les districts des Faubourgs et Sylvain-Lelièvre.

### Artères principales
- 1re Avenue
- 3e Avenue
- Boulevard Wilfrid-Hamel / avenue Eugène-Lamontagne / 18e Rue (Route 138)
- Boulevard des Capucins
- Chemin de la Canardière

### Parcs, espaces verts et loisirs
- Lieu historique national Cartier-Brébeuf

### Édifices notables
- Hôpital Saint-François d'Assise

### Édifices religieux

#### En fonction
- Église Saint-Zéphirin-de-Stadacona[4] (1890). En décembre 2009, celle-ci a été confiée à la Fraternité sacerdotale Saint-Pierre qui y mène maintenant les offices selon la forme extraordinaire du rite romain[5].
- Église Saint-Fidèle[6] (1954)
- Église évangélique baptiste de Limoilou (1931)[7]
- Mosquée de Québec

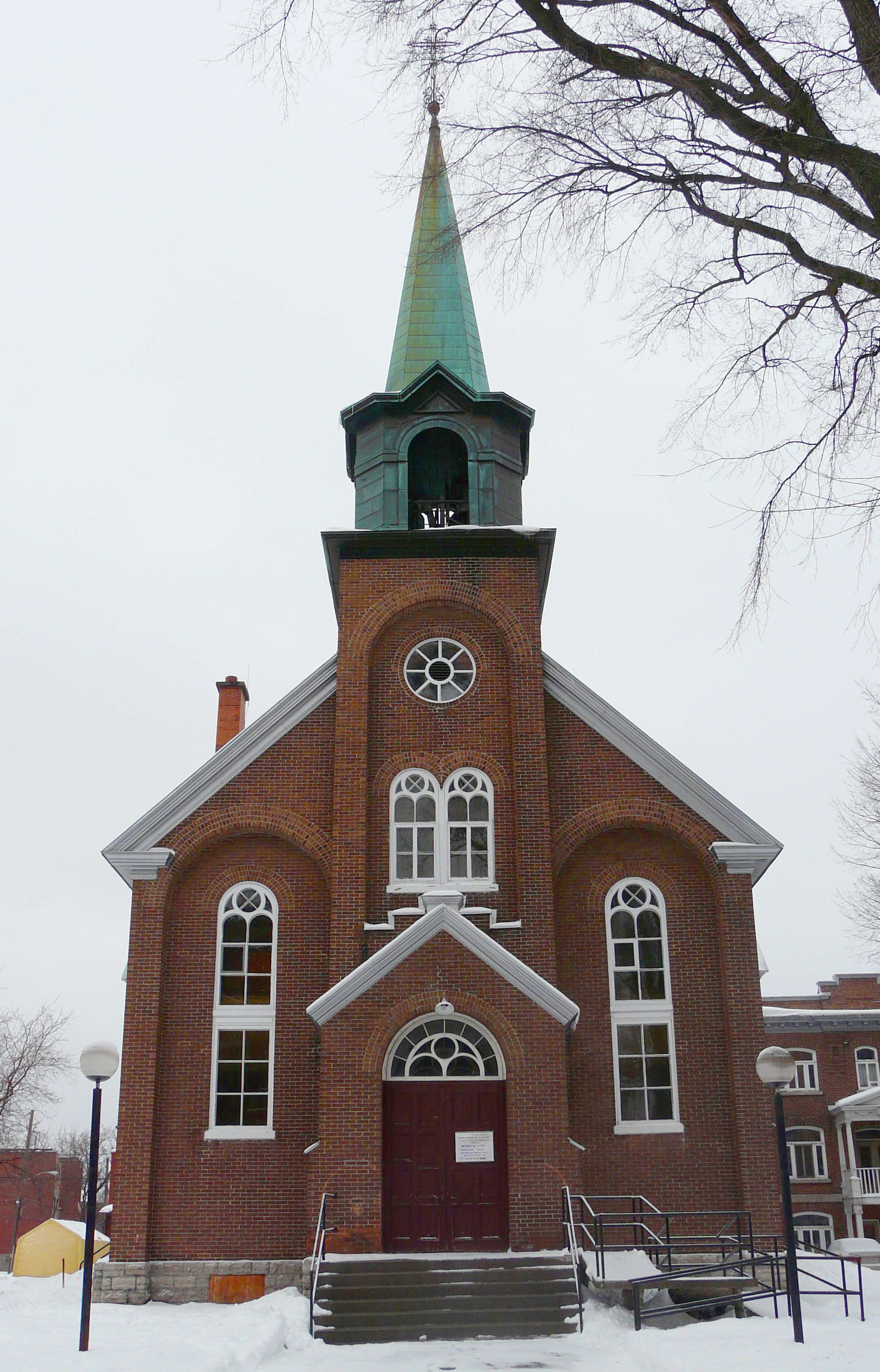
L'église Saint-Zéphirin-de-Stadacona
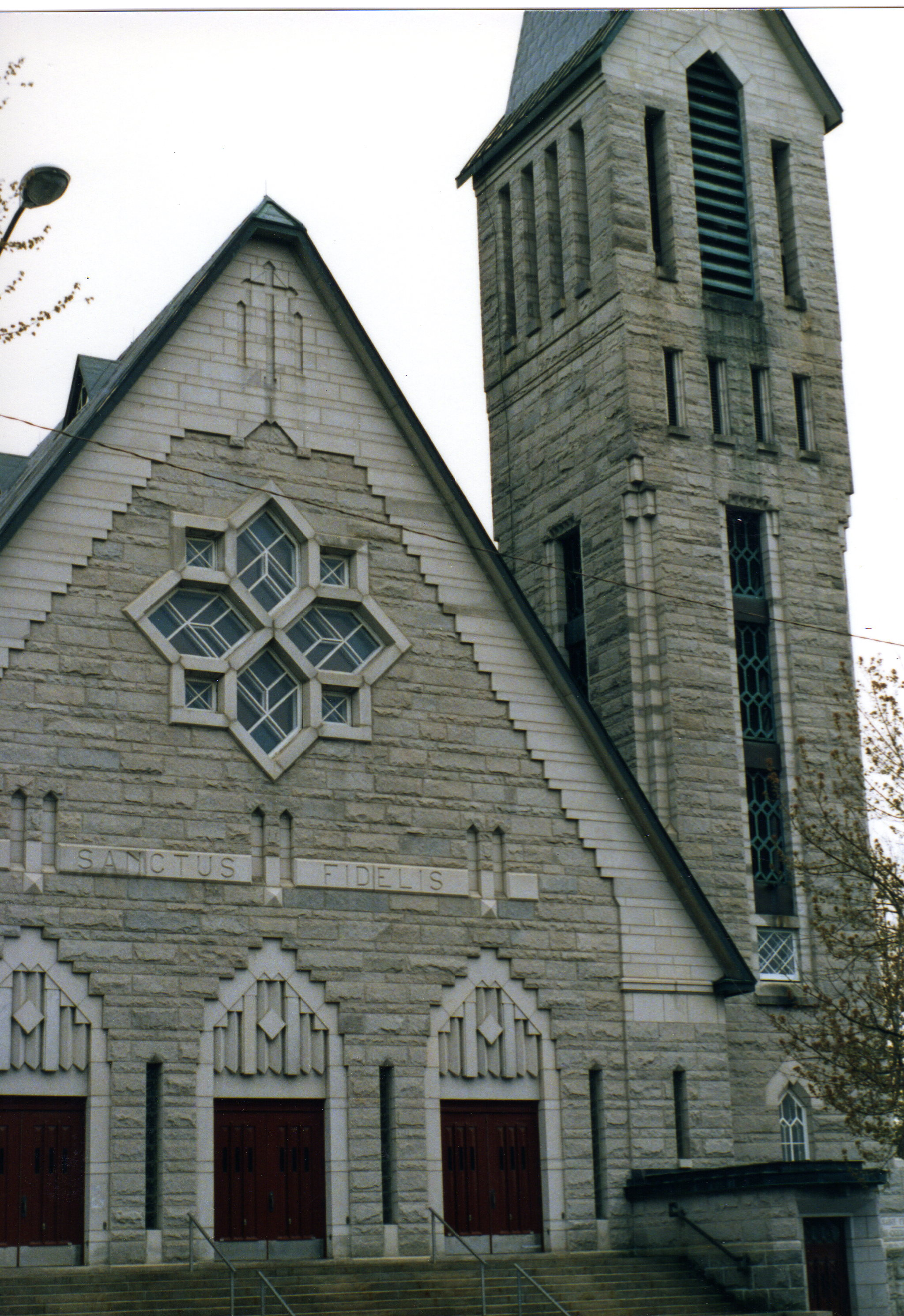
L'église Saint-Fidèle

#### Disparus ou transformés
- Église Saint-Charles-de-Limoilou[8] (1920). Rénovée en 1945, fermée au culte en septembre 2012[9].
  - Une première église est construite à cet endroit en 1897 et est incendiée dès 1899. Une seconde église date de 1901 et est aussi incendiée, en 1916.
- Église Saint-Esprit[10] (1931), fermée en 2002, abrite maintenant l'École de cirque de Québec[9].
- Église Saint-François d'Assise[11] (1927, intérieur complété 1942), fermée au culte en juin 2012[9], démolition en 2020[12].

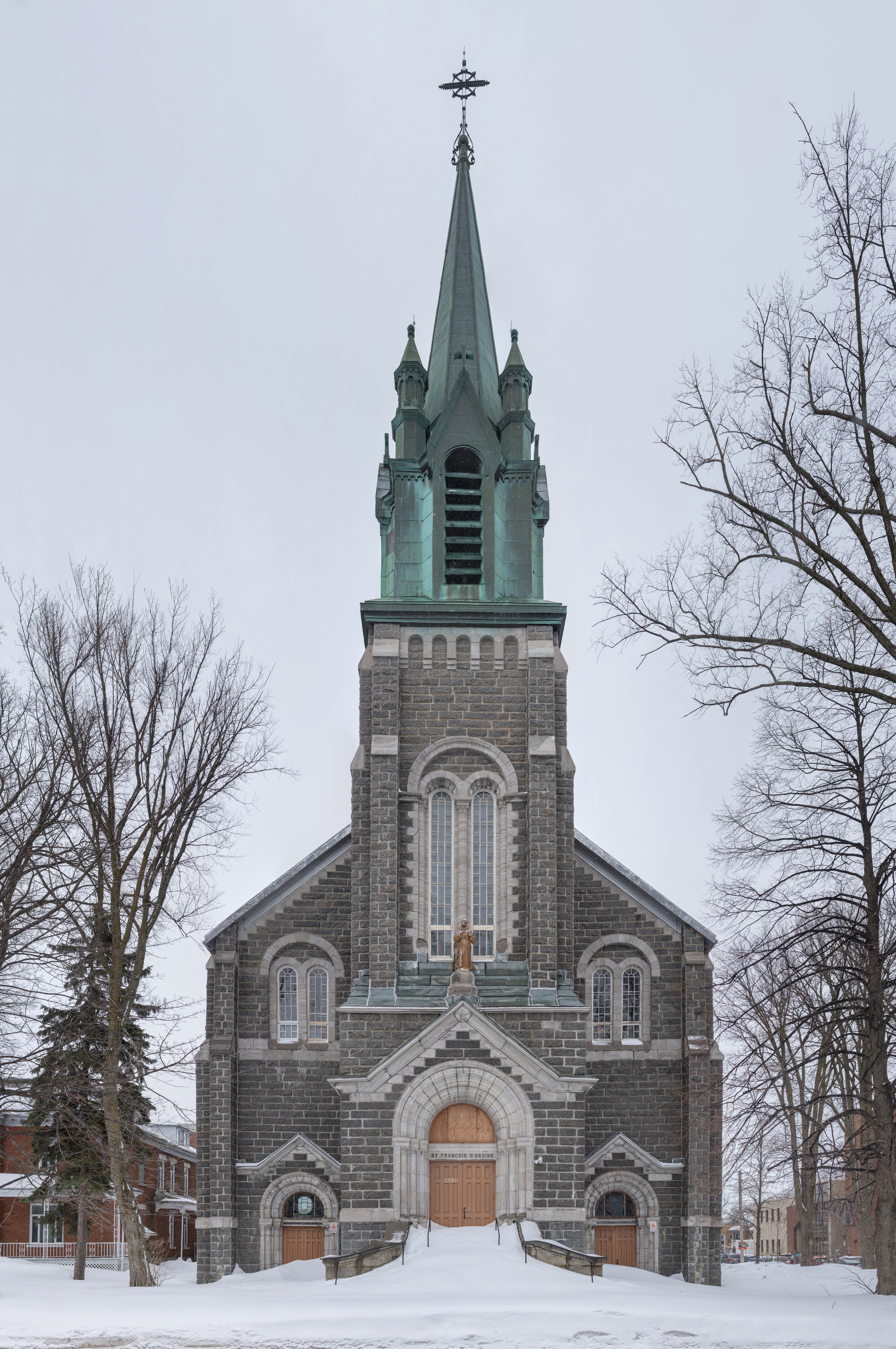
L'église Saint-François d'Assise
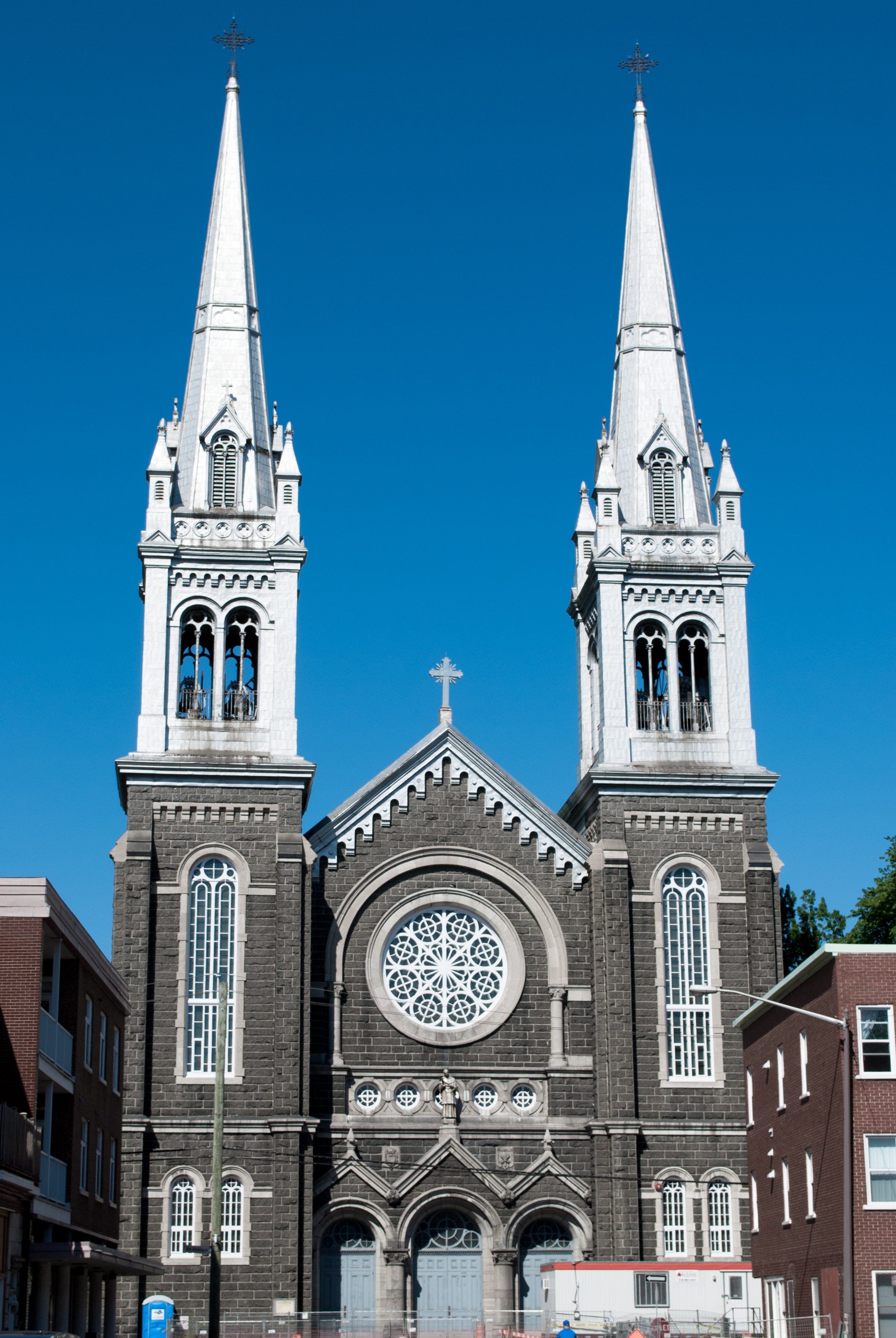
L'église Saint-Charles-de-Limoilou
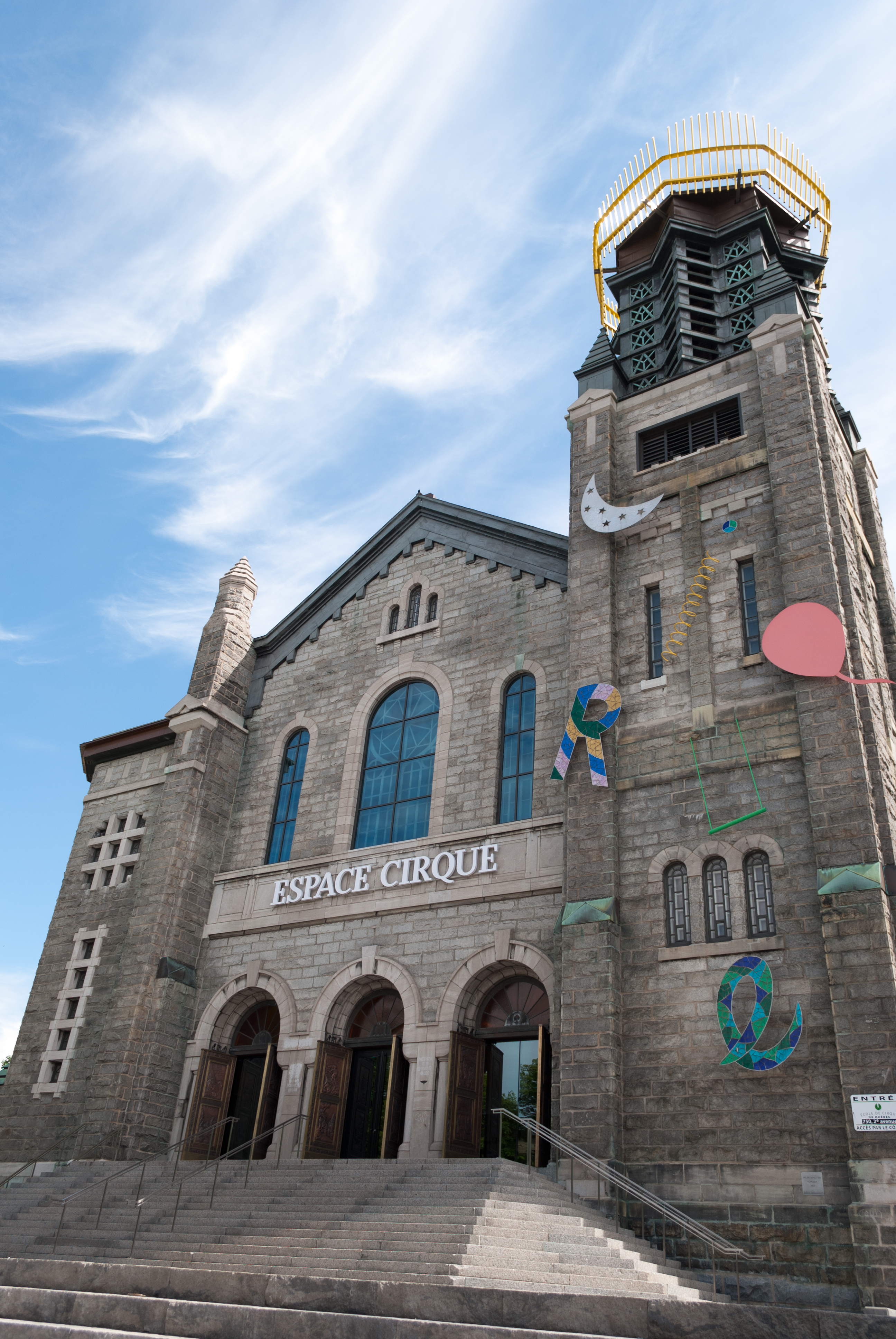
L'église Saint-Esprit

### Commerces et entreprises
- Zone industrielle de la Canardière (partie)
  - Usine Stadacona (pâte de papier, papier journal), propriété de Papiers White Birch.

### Lieux d'enseignement
- Cégep Limoilou (campus principal)

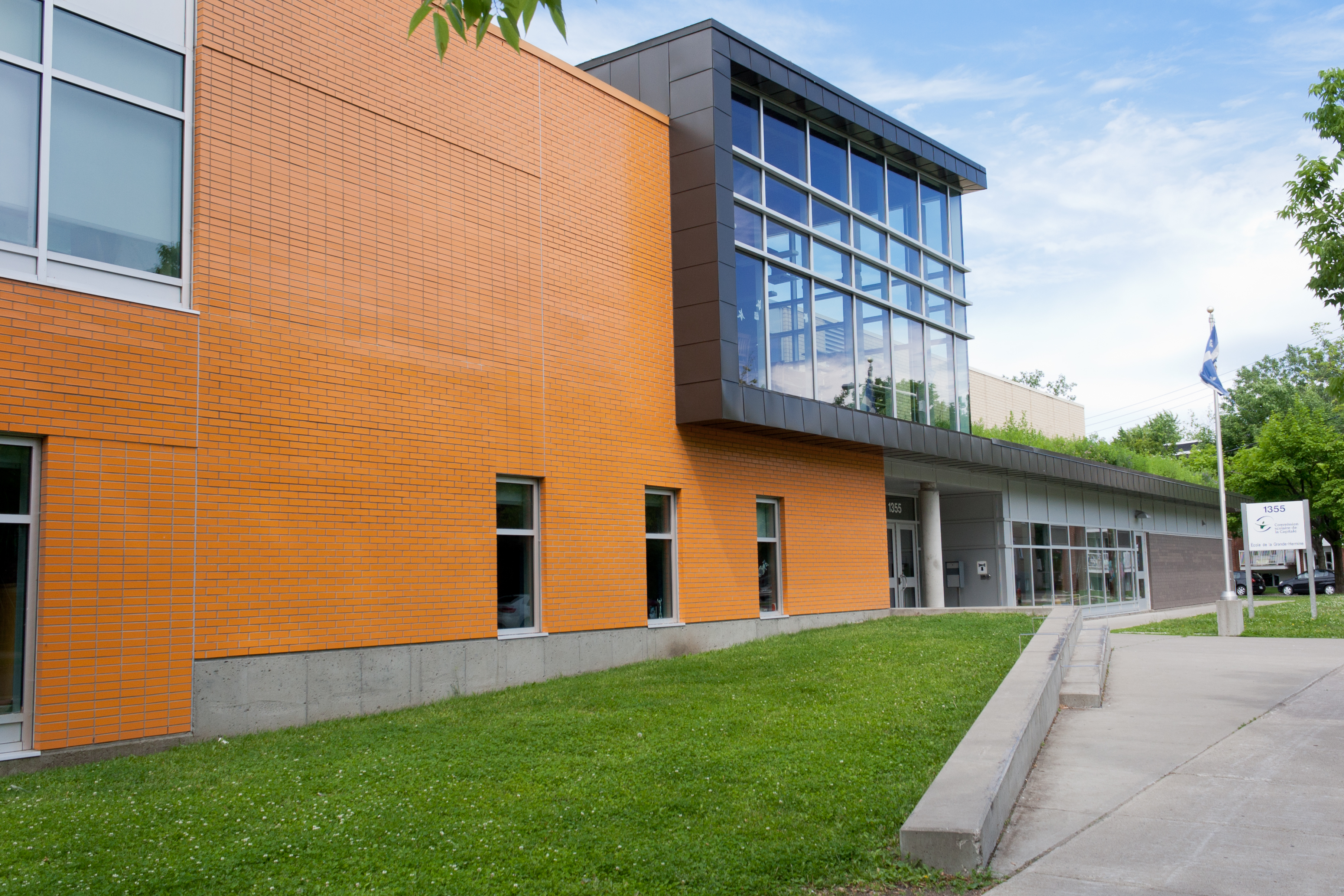
École primaire de la Grande-Hermine

- Commission scolaire de la Capitale
  - École primaire de la Grande-Hermine
  - École primaire Saint-Fidèle
  - École secondaire Jean-de-Brébeuf
  - École secondaire de la Cité.
  - Centre Louis-Jolliet (éducation des adultes)
  - CFP de Limoilou
- École de cirque de Québec

## Événements
Pendant la fin de l'été, le festival Envol et Macadam présente des spectacles musicaux d'artistes de la relève. La plupart des spectacles se produisent directement sur la 3e Avenue. Les styles de musique représentés sont entre autres le rock alternatif, le ska et la musique électronique. Par exemple, lors de l'édition 2001, des artistes tels que The Planet Smashers, The Vendettas, Alaska, Flashlight, Shyne Factory et Les Lili Fatale s'y sont produits.

### Événements annuels
- Expo Québec
- Tournoi international de hockey pee-wee de Québec
- International de pétanque du Vieux-Limoilou
- Limoilou En Musique
- Le miracle sur la 3e avenue

## Démographie
Lors du recensement de 2016, le portrait démographique du quartier était le suivant :
- sa population représentait 13,4 % de celle de l'arrondissement et 2,7 % de celle de la ville.
- l'âge moyen était de 42 ans tandis que celui à l'échelle de la ville était de 43,2 ans.
- 24,2 % des habitants étaient propriétaires et 75,8 % locataires.
- Taux d'activité de 69 % et taux de chômage de 6,6 %.
- Revenu moyen brut des 15 ans et plus : 33 555 $.

| 1996   | 2001   | 2006   | 2011   | 2016   | 2021   |
| ------ | ------ | ------ | ------ | ------ | ------ |
| 14 330 | 14 270 | 14 580 | 14 285 | 14 425 | 14 005 |

## Limoilou dans la littérature
- Le Courrier de limoilou, un bimensuel gratuit, a été publié de 1934 à 1975. Lancé par G.-L. Émond décédé en 1968, son tirage a oscillé entre 10 000 et 25 000 exemplaires.
- 1996 : Le troisième orchestre (roman) de Sylvain Lelièvre
- 1996 : Des nouvelles de Limoillou (nouvelles) de Collectif
- 1997 : Fou bar (roman) de Alain Beaulieu
- 2006 : Des nouvelles de Limoilou - Prise 2 (nouvelles) de Collectif
- 2007 : L'olivier de Limoilou (roman) de Huguette Poitras
- 2010 : La petite et le vieux (roman) de Marie-Renée Lavoie
- 2016 : 1ere avenue (roman jeunesse) de Émilie Rivard
- 2020 : Chronomeurtres (polar) de Michel Roberge
- 2022 : Limoiloustalgie - Florilège de souvenirs 1951-1956 de Michel Roberge

## Galerie

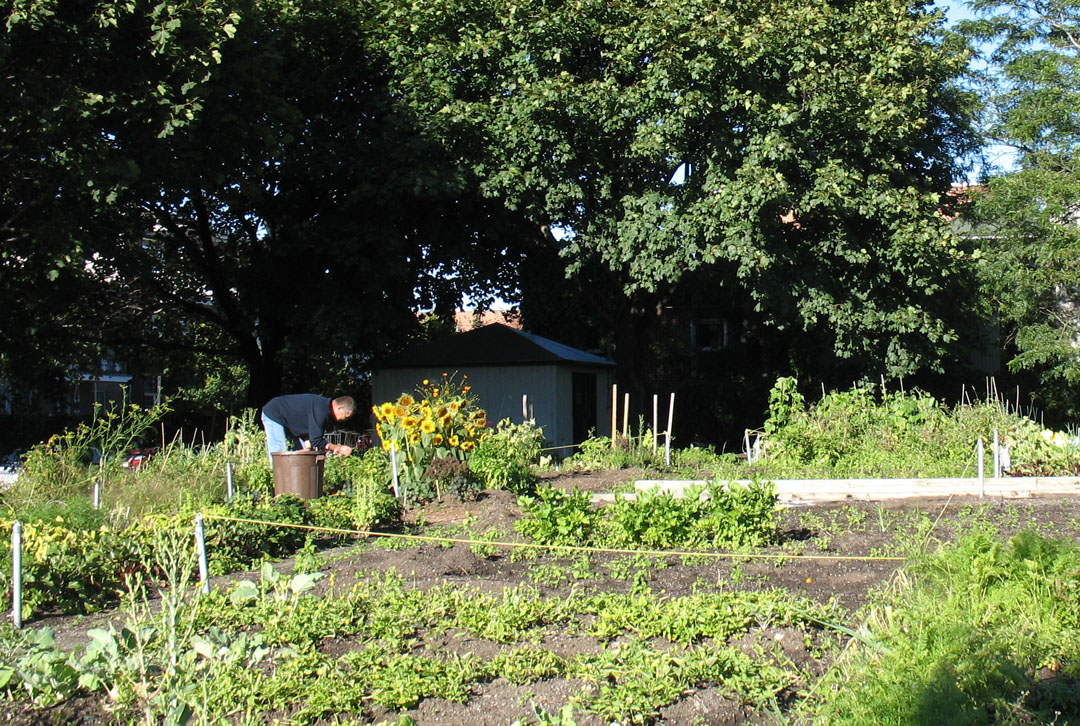
Jardin communautaire, rue des Sables
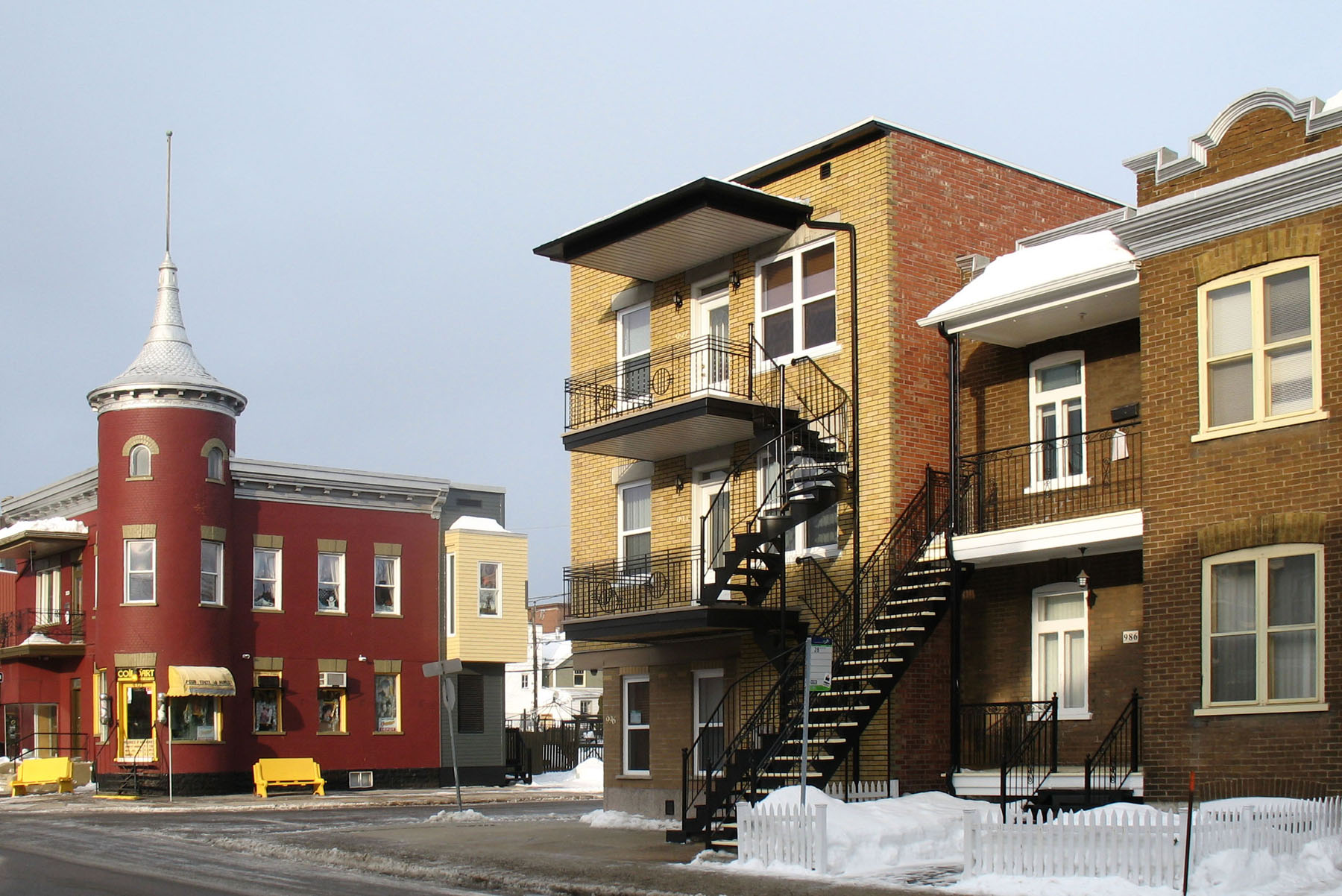
4e Avenue
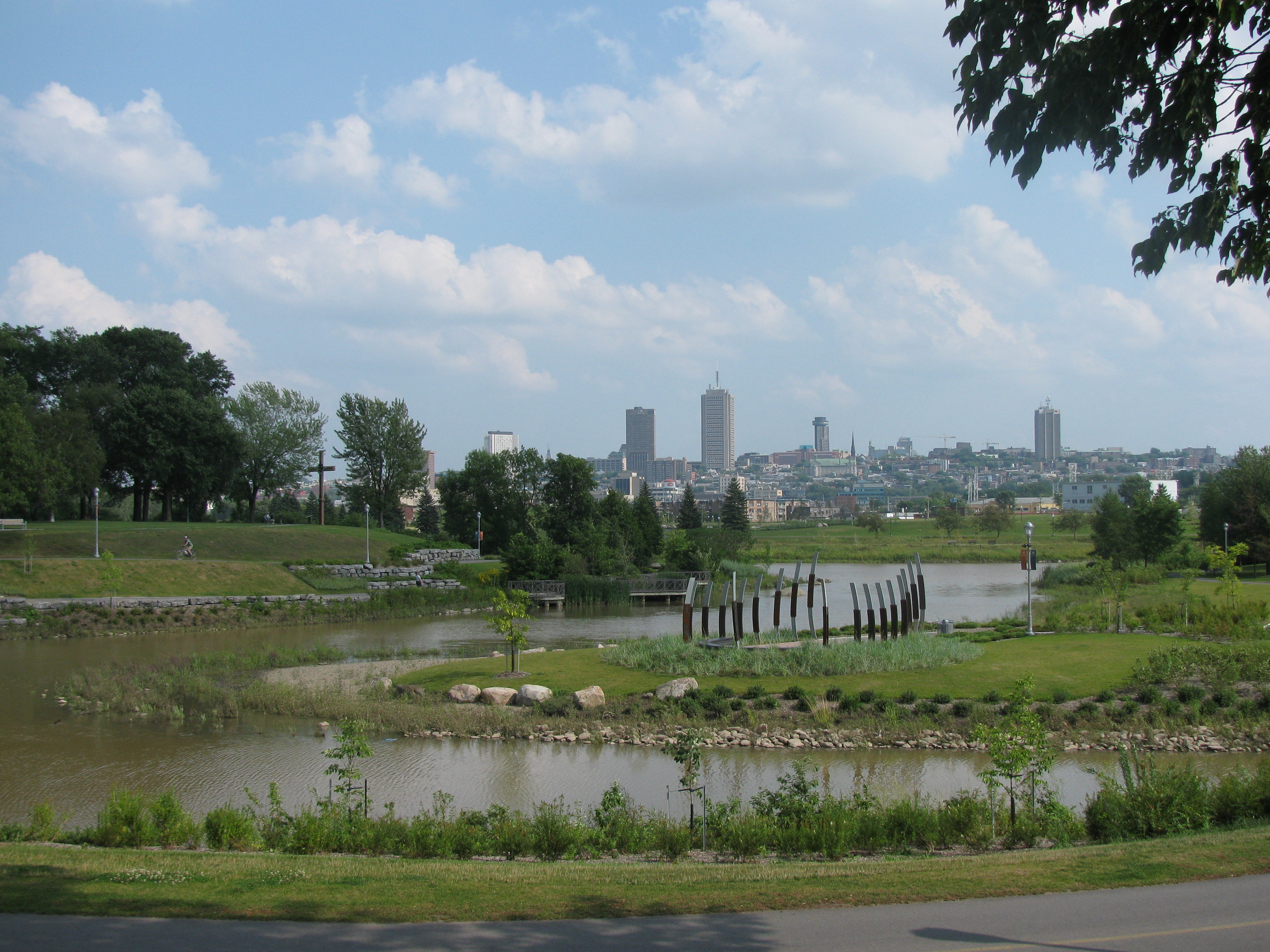
Lieu historique national Cartier-Brébeuf au bord de la rivière Saint-Charles
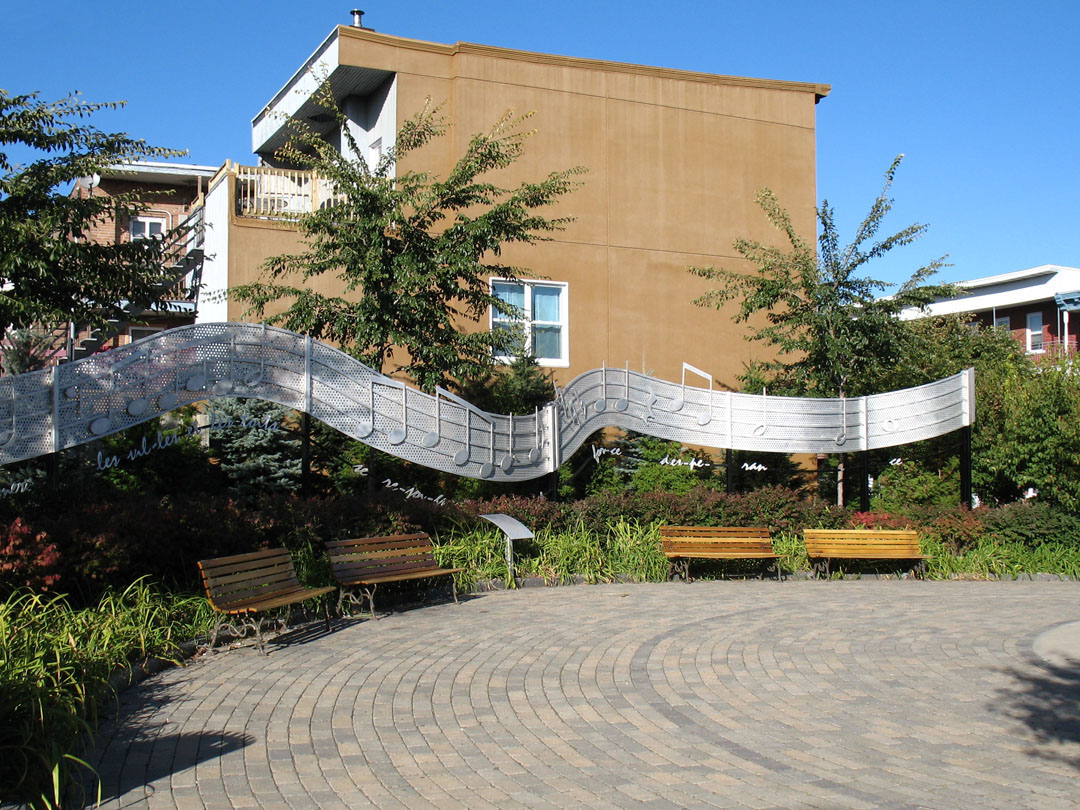
Parc Sylvain-Lelièvre, 4e Avenue
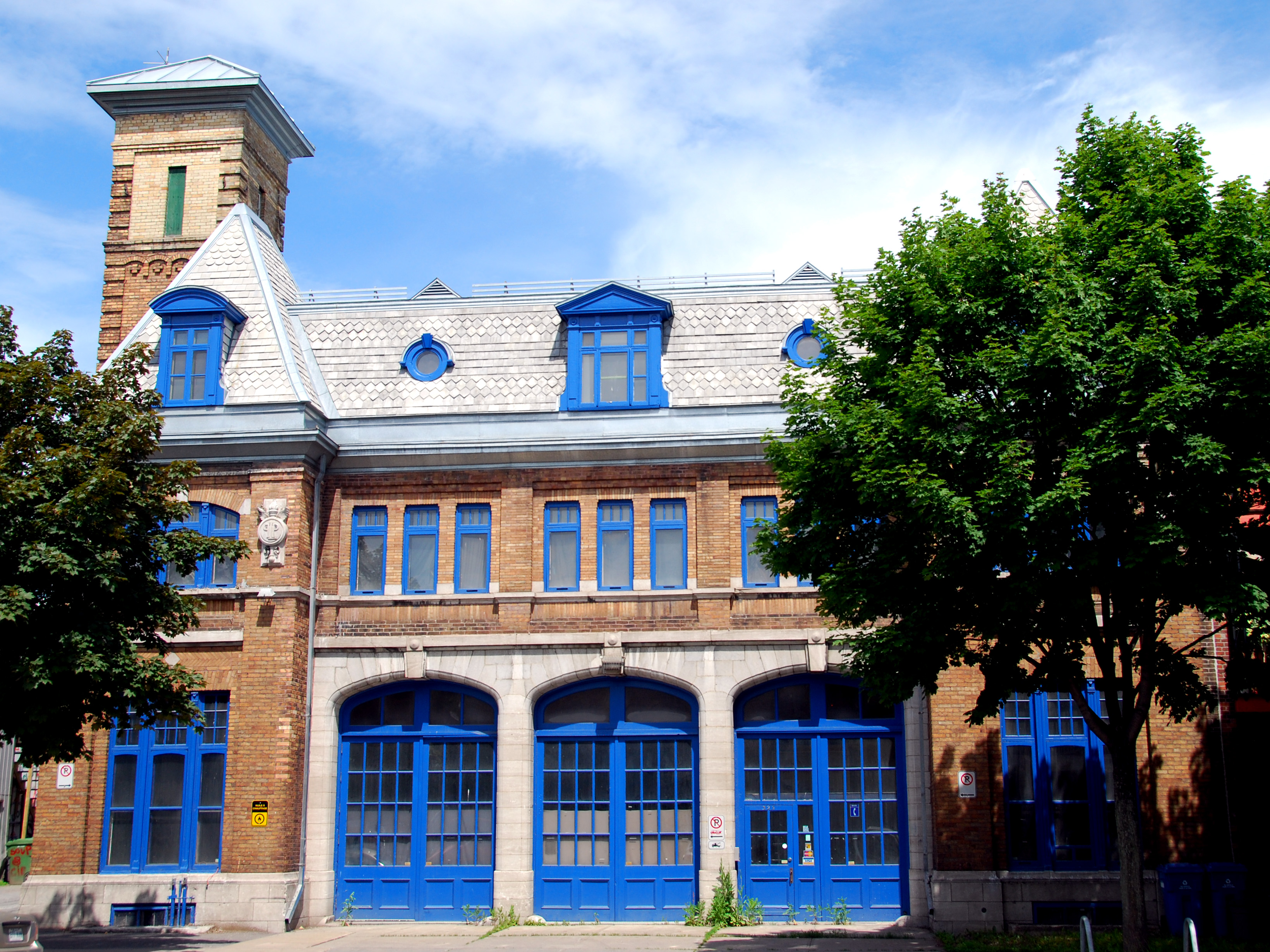
Situé sur la 5e Rue au coin de la 3e Avenue, l'Autre Caserne est l'un des plus vieux bâtiment du quartier.
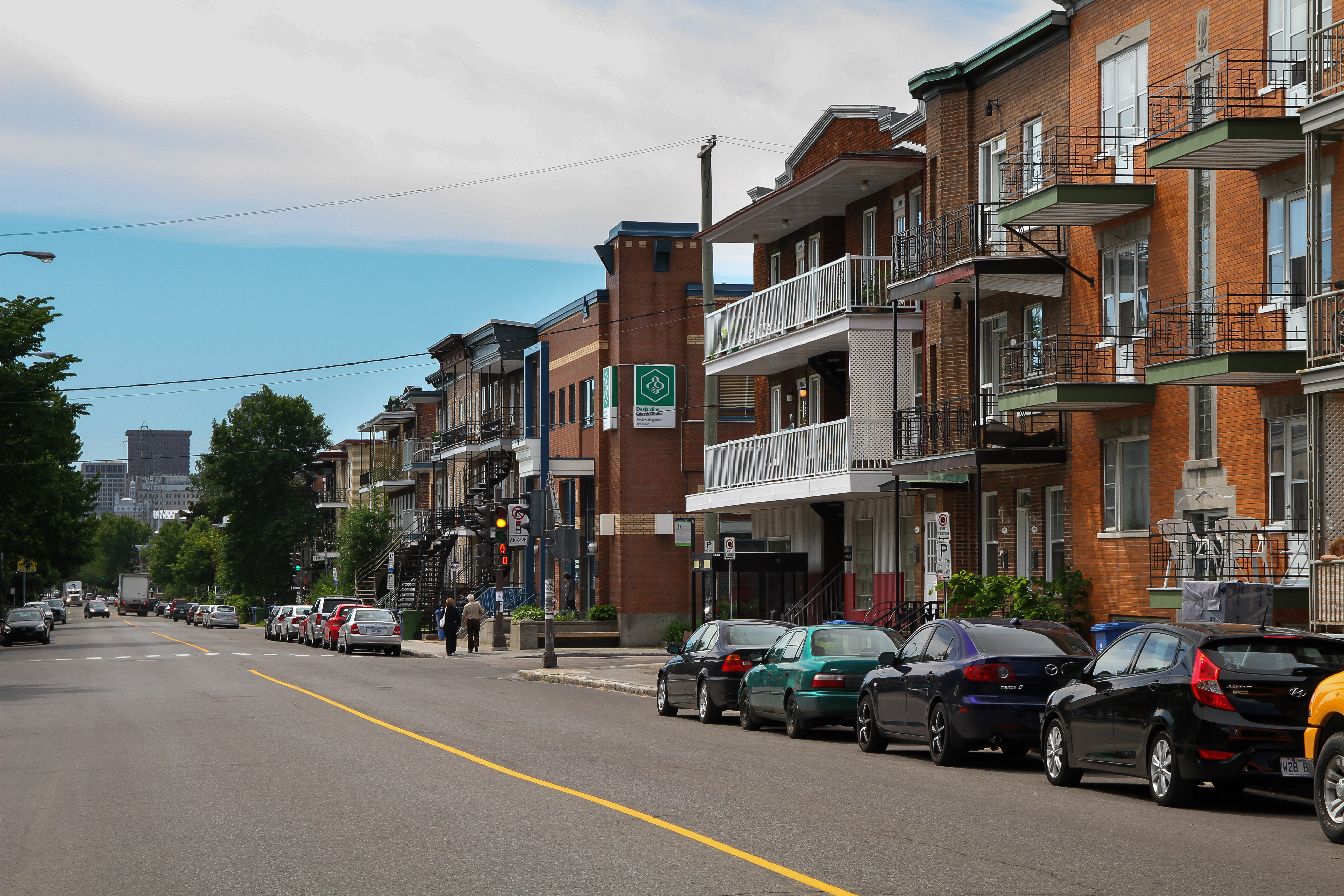
La 4e avenue, en direction sud